# Javier Eraso
Javier Eraso Goñi (Pamplona, Navarra, 22 de marzo de 1990), conocido deportivamente como Eraso, es un exfutbolista español que jugaba de centrocampista.
Formado en la cantera de CA Osasuna y Athletic Club, tuvo un destacado paso en el CD Leganés.

## Trayectoria

### Inicios y llegada a Leganés
Nacido en Pamplona, Eraso se formó en las categorías inferiores del Athletic de Bilbao desde 2005 procedente de Osasuna. Su llegada y, en especial, la de Isma López provocó que el club navarro rompiera relaciones con el club vasco. Llegó a su segundo filial, el C. D. Basconia en Tercera División en la temporada 2008-09. Un año después ascendió al Bilbao Athletic en Segunda División B donde permaneció cuatro temporadas, disputando más de 100 partidos.
El 19 de junio de 2013 abandonó el club tras no conseguir el ascenso. Fichó por el C. D. Leganés, que también militaba en Segunda B. Jugó 42 partidos en la temporada, consiguiendo el ascenso a Segunda División de España.
El 7 de septiembre de 2014, Eraso jugó su primer partido como profesional, derrotando 3-1 al R. C. D. Mallorca. Marcó su primer gol en Segunda el 21 de diciembre, consiguiendo el tanto definitivo en la victoria contra el R. C. Recreativo de Huelva. El 31 de mayo de 2015 anotó un triplete ante el FC Barcelona B en el Mini Estadi. Terminó la temporada anotando ocho goles, como la temporada anterior.

### Athletic Club

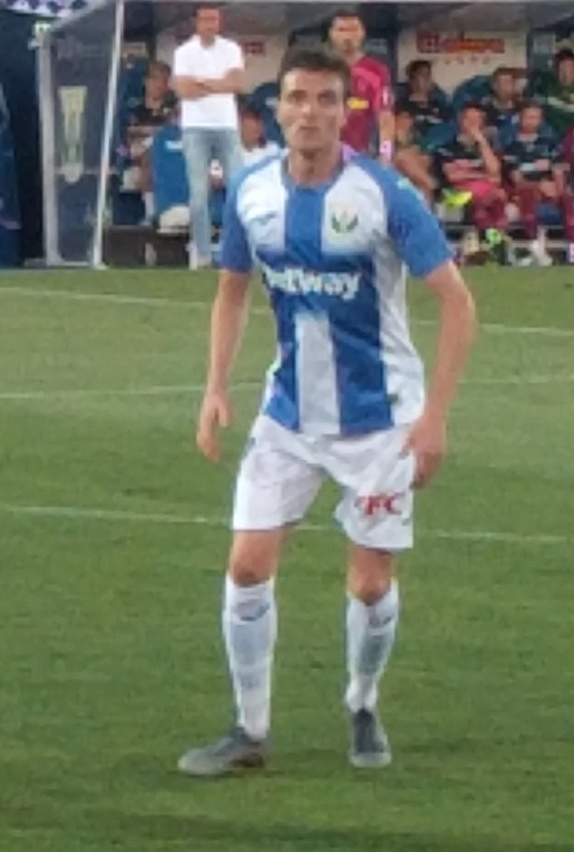
Eraso jugando un amistoso con el C. D. Leganés en 2019

El Athletic Club lo recuperó para la temporada 2015-16 al acabar contrato con el C. D. Leganés. Su debut goleador con el Athletic se produjo en su primer partido anotando un doblete, en la 3.ª ronda de clasificación a la Liga Europa, el 30 de julio frente al Inter de Bakú. Se proclamó campeón de la Supercopa de España al vencer al Barcelona, donde sorprendió gracias a su fuerte presión e intensidad. La llegada de Raúl García le apartó de la titularidad, a pesar de ello disputó 32 partidos y marcó 5 goles. Su primer gol en Primera División se produjo el 13 de febrero, ante el Real Madrid, en la derrota por 4-2, Eraso anotó el 1-1 provisional en un error de Raphaël Varane. En su segunda temporada en el club rojiblanco fue un jugador residual y solo disputó 13 partidos, el último de ellos en febrero. A pesar de su falta de minutos, a modo de curiosidad, disputó los 10 partidos posibles ante el F. C. Barcelona en sus dos temporadas en el club rojiblanco.

### Vuelta a Leganés
El 24 de julio de 2017 regresó al Club Deportivo Leganés, esta vez, para competir en Primera División. El Athletic Club se guardó una opción de recompra, ejecutable en el verano de 2018. El 10 de diciembre disputó su partido número 100, ante el Deportivo de la Coruña, con el club madrileño. El 24 de enero de 2018 fue uno de los protagonistas de la hazaña más grande en la historia del Leganés, al marcar el primer gol de la victoria 1-2 sobre el Real Madrid en el Bernabéu, que le permitió al conjunto pepinero acceder por primera vez a una de las semifinales de la Copa del Rey.

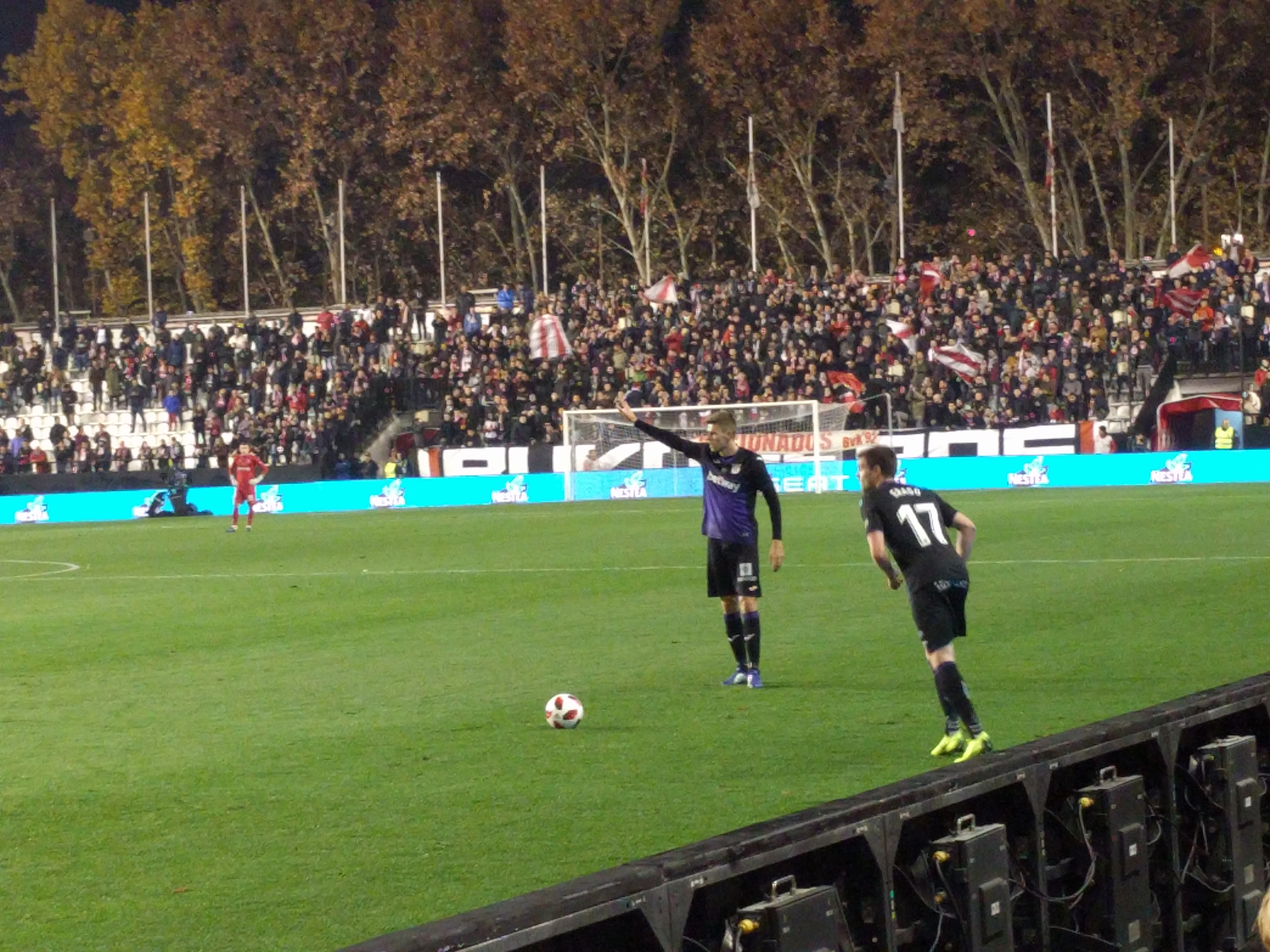
Javi Eraso en un partido de Copa con el CD Leganés.

En la temporada 2018-19, la segunda de Javier Eraso en el Leganés, pierde la titularidad, ingresando en la mayoría de los encuentros desde el banco de los suplentes.
En la temporada 2019-20, tras un comienzo de temporada con un rol secundario, la llegada de Javier Aguirre al banquillo pepinero propició la vuelta al once titular con mayor asiduidad. Durante la interrupción de la liga por la pandemia de enfermedad por coronavirus, y pese a encontrarse en puestos de descenso, el club y el jugador alargaron su relación contractual hasta 2022, con una temporada más opcional.

### Chipre
En julio de 2022 firmó dos temporadas con el Akritas Chlorakas de la Primera División chipriota.

### Vuelta a España
En julio de 2023 fichó por la S. D. Amorebieta, recién ascendida a Segunda División. En julio de 2024, tras el descenso a Primera Federación, anunció su retirada como futbolista.

## Selección de fútbol del País Vasco
Disputó cuatro encuentros con la selección de Euskadi, con la que debutó en diciembre de 2015 ante Cataluña.

## Clubes
- Actualizado el 13 de julio de 2024.

| Club              | País   | Año       | Partidos | Goles |
| ----------------- | ------ | --------- | -------- | ----- |
| C. D. Basconia    | España | 2008-2009 | 22       | 1     |
| Bilbao Athletic   | España | 2009-2013 | 108      | 11    |
| C. D. Leganés     | España | 2013-2015 | 85       | 16    |
| Athletic Club     | España | 2015-2017 | 45       | 5     |
| C. D. Leganés     | España | 2017-2022 | 130      | 6     |
| Akritas Chlorakas | Chipre | 2022-2023 | 36       | 6     |
| S. D. Amorebieta  | España | 2023-2024 | 25       | 3     |

## Palmarés

### Títulos nacionales
| Título              | Club          | País   | Año  |
| ------------------- | ------------- | ------ | ---- |
| Supercopa de España | Athletic Club | España | 2015 |